# 堀尾真紀子
堀尾 真紀子（ほりお まきこ、1943年〈昭和18年〉7月28日 - ）は、日本の美術史学者。文化学園大学名誉教授。女性画家を論じる。

## 来歴
東京都出身。東京都立富士高等学校を経て、1968年東京藝術大学美術学部卒業、1972年同大学院修士課程修了。1969年から1970年までパリのフランス国立美術工芸大学に留学。1987年『画家たちの原風景』で日本エッセイストクラブ賞を受賞。東京クラフトデザイン研究所講師、文化女子大学助教授、教授、2011年校名変更で文化学園大学教授・造形学部長。2019年退任。
万葉文化館建設委員、運営委員などを経て万葉古代学客員研究員、万葉文化館評議員、調布市政策策定委員、調布市文化コミュニティセンター理事など。
夫は、東京大学名誉教授の教育学者である堀尾輝久。

## 著書
- 『画家たちの原風景 日曜美術館から』（日本放送出版協会 (NHKブックス) 1986年）
  - 増訂『画家たちの原風景 「日曜美術館」が問いかけたもの』清流出版　2012
- 『引き裂かれた自画像 フリーダ・カーロ』（中央公論社 1991年 のち文庫「フリーダ・カーロ」）
- 『鏡の中の女たち 女性画家の自画像』（文化出版局 2002年）
- 『フリーダ・カーロとディエゴ・リベラ』（ランダムハウス講談社 2009年）
- 『絵筆は語る 自分色を生きた女たち』（清流出版 2009年）
- 『女性画家　10の叫び』岩波ジュニア新書、2013

## 出演
- 日曜美術館（NHK教育、1982年度 - 1983年度）